# Maracaná (Paraguay)
Maracaná es una ciudad y municipio ubicada en la zona norte del departamento de Canindeyú en Paraguay. Es uno de los distritos más nuevos del país, creado en septiembre del 2016.

## Historia
El distrito de Maracaná fue creado el 15 de septiembre de 2016, mediante la Ley N° 5673 que “Crea el municipio Maracaná en el departamento Canindeyú y una Municipalidad con asiento en el pueblo de Maracaná”.
Anteriormente esta localidad pertenecía al distrito de Curuguaty, en el departamento de Canindeyú.

## Gobierno
La municipalidad de Curuguaty siguió administrando este distrito, hasta que un nuevo intendente y concejales municipales fueron elegidos en marzo del año 2017, según lo establecido por el Tribunal Superior de Justicia Electoral (TSJE).

El 26 de marzo de 2017, Alfredo Gayoso del Partido Colorado fue elegido como el primer intendente de este distrito.

## Geografía
Ubicada a 260 km al noreste de Asunción, se llega a Maracaná por la Ruta PY03 hasta llegar a Santaní, que se encuentra ubicado a 185 km de la capital del país, de ahí se toma un camino sin pavimento, de aproximadamente 85 km, hasta llegar a la ciudad de Maracaná. Limita al norte con Ypejhú, al sur con Curuguaty y Yasy Cañy, al este con Villa Ygatimí, y al oeste con el departamento de San Pedro.